# Alseis lugonis
Alseis lugonis är en måreväxtart som beskrevs av L. Andesson. Alseis lugonis ingår i släktet Alseis och familjen måreväxter. Inga underarter finns listade i Catalogue of Life.